# Henicorhynchus
Henicorhynchus is een geslacht van straalvinnige vissen uit de familie van karpers (Cyprinidae).

## Soorten
- Henicorhynchus lineatus (Smith, 1945)
- Henicorhynchus lobatus Smith, 1945
- Henicorhynchus ornatipinnis (Roberts, 1997)
- Henicorhynchus siamensis (Sauvage, 1881)